# Дорги
Дорги (англ. Dorgi) — собака, которая является помесью таксы и вельш-корги-пемброка.
Этот гибрид появился, когда один из корги королевы Елизаветы II по кличке Тайни спарился с таксой Пипкин, принадлежавшей её сестре, принцессе Маргарет. В дальнейшем сёстры целенаправленно разводили дорги, среди которых Сидр, Берри и Вулкан, принадлежавшие Королеве, а также Ром, принадлежавший Маргарет. За годы жизни у королевы было по крайней мере десять дорги, остальных звали Брэнди, Чиппер, Харрис, Пиклз, Пайпер, Тинкер и Кэнди.
У дорги короткая шерсть разных цветов: от золотого до коричневого и чёрного.
У корги, как и у таксы, длинная спина, поэтому у дорги возможны структурные проблемы. Проблемы со здоровьем могут включать вывих надколенника, дисплазию тазобедренного сустава и болезнь Легга-Кальве-Пертеса.